# Klammbach
Klamm Bach är ett vattendrag i Österrike.   Det ligger i förbundslandet Tyrolen, i den västra delen av landet, 400 km väster om huvudstaden Wien.
I omgivningarna runt Klamm Bach växer i huvudsak blandskog. Runt Klamm Bach är det ganska tätbefolkat, med 62 invånare per kvadratkilometer.